# 三洽水
三洽水，是臺灣桃園市龍潭區的一個傳統地域名稱，位於該區西部。相較於今日行政區，其範圍大致包括三水里、三和里、渴望里。
本地區全境位於鳳山溪右岸支流霄裡溪上游流域範圍內。

## 歷史
台灣清治末期至日治初期，三洽水地區為一街庄，稱為「三洽水庄」，隸屬於桃澗堡。該庄北與老坑庄為鄰，東北與八張犁庄、竹窩仔庄為鄰，東邊一小段與四方林庄為界，東南邊為銅鑼圈庄，西南邊為大旱坑庄，西邊為打鐵坑庄，西北邊一小段與汶水坑庄為界。
1901年（日治明治三十四年）11月，全台設置二十廳，該庄隸屬於桃仔園廳。1903年（明治三十六年），改名桃園廳。1909年（明治四十二年）10月，合併二十廳為十二廳，該庄隸屬不變。1920年（大正九年），廢十二廳改設五州二廳，該庄改制為「三洽水」大字，隸屬於新竹州大溪郡龍潭庄。
戰後龍潭庄改制為龍潭鄉，隸屬於新竹縣，大字亦改制為村。1950年桃、竹、苗分治，龍潭鄉改隸屬於桃園縣。2014年12月，桃園縣升格為直轄桃園市，龍潭鄉改制為龍潭區，村亦改制為里。

## 聚落
本地區發展較早的聚落有大北坑、店仔坑（店子湖）、坭橋仔（泥橋子）、蟻仔埔、鷄籠坑、伯公下（下伯公）、南坑等，在日治期初期的官方地圖上已有記載。此外，尚有三洽水、小北坑、上伯公、番仔窩、直坑尾、澢滴水等聚落。

## 交通
區道桃20線（龍新路）是監橋至三元宮的道路，也是三洽水地區內部主要的橫向連絡道路，其西側端點位於本地區西部縣市界的新竹縣鄉道竹20線東側端點。由此向東北東貫穿本地區，出東側邊界後轉向東南可前往四方林地區並止於凌雲國中前省道台3線路口。由本區道西側端點沿新竹縣鄉道竹20線向西可經大旱坑、北打鐵坑邊界地帶前往大茅埔並止於縣道115號路口。
區道桃67線（老莊路、楊銅路二段～一段）是楊梅至石崎子的道路，大致以西北－東南走向蜿蜒經過本地區東北部近邊界地帶。向西北可前往老坑、楊梅並止於省道台1線，向東南可前往銅鑼圈地區，於車頭經省道台3線後止於石崎子附近的省道台3乙線。

## 學校
- 三和國小
- 私立諾瓦小學

## 產業
- 龍潭渴望園區
  - 友達光電龍潭渴望園區4代廠、5代廠
- 龍潭光電園區
  - 中華映管龍潭廠

## 景點
- 小人國主題樂園（小部分）

## 運動休閒
- 藍鷹高爾夫球場